# Saint-Jory-las-Bloux
Saint-Jory-las-Bloux is een gemeente in het Franse departement Dordogne in de regio Nouvelle-Aquitaine en telt 239 inwoners (2004). De plaats maakte deel uit van het arrondissement Périgueux. Na de aanpassing van de arrondissementsgrenzen vanaf 2017 door het arrest van 30 december 2016 behoort zij tot het arrondissement Nontron.

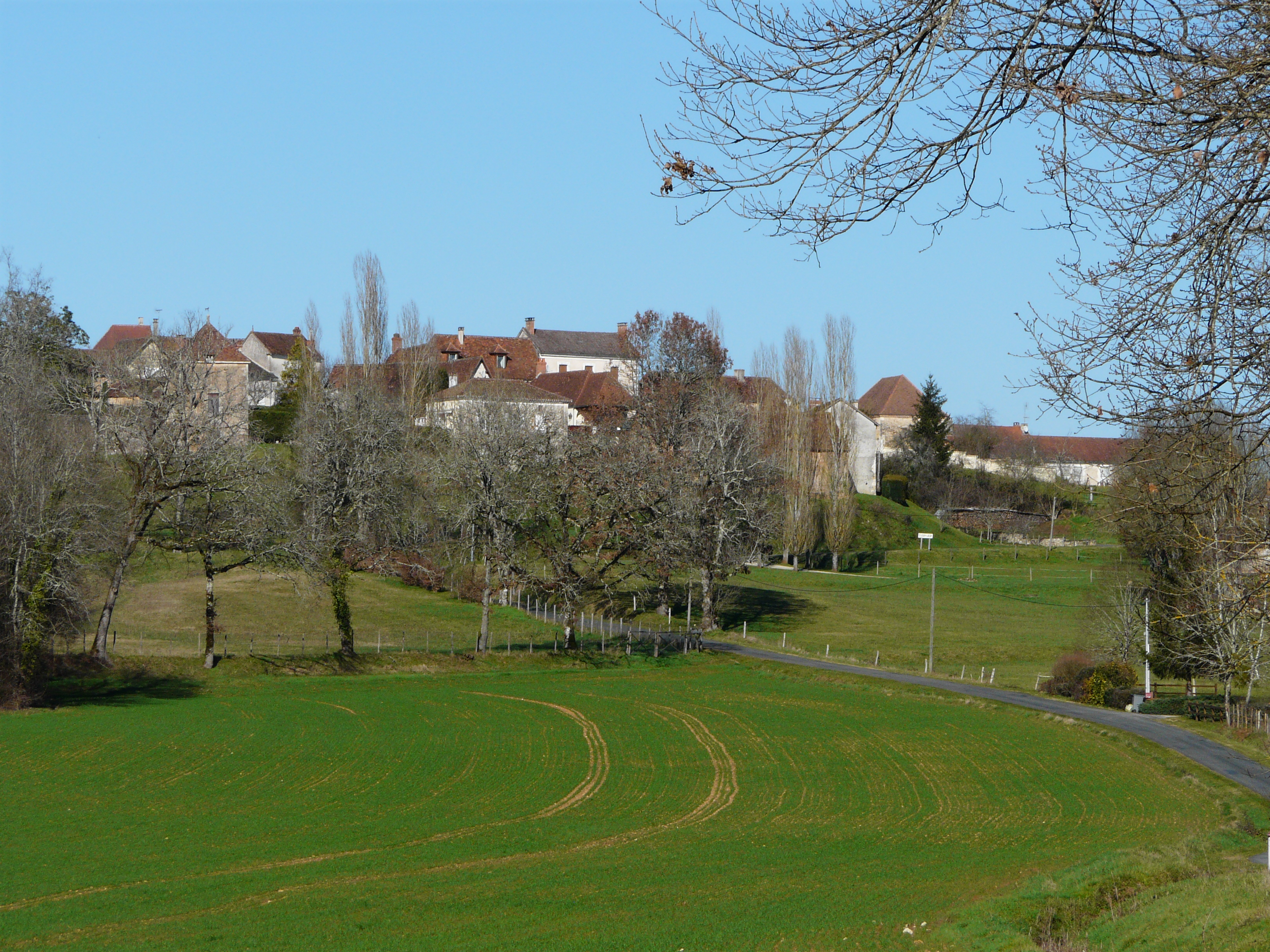
Saint-Jory-las-Bloux
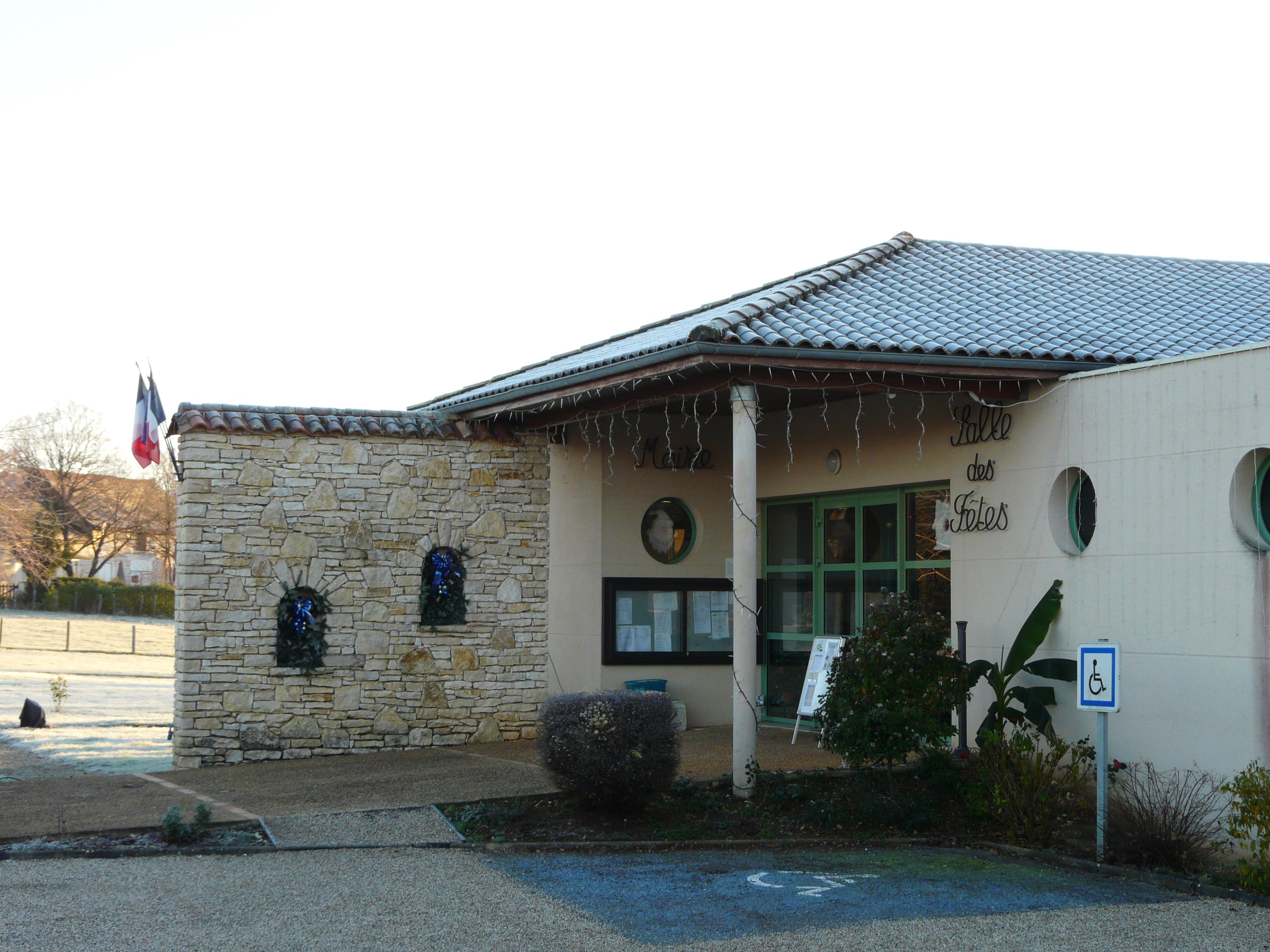
Gemeentehuis
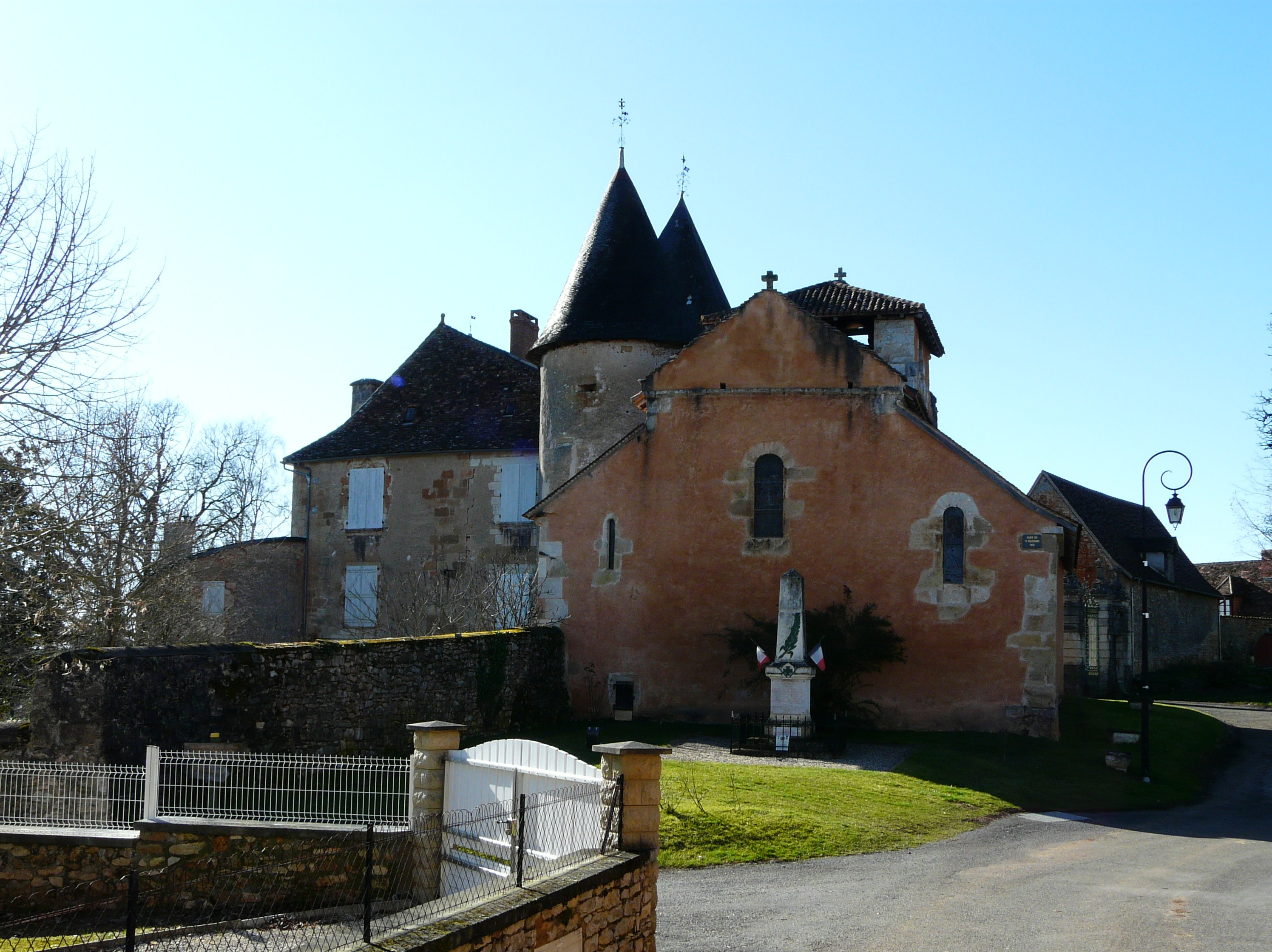
Kasteel en kerk van Saint-Jory-las-Bloux

## Geografie
De oppervlakte van Saint-Jory-las-Bloux bedraagt 17,2 km², de bevolkingsdichtheid is 13,9 inwoners per km².
De onderstaande kaart toont de ligging van Saint-Jory-las-Bloux met de belangrijkste infrastructuur en aangrenzende gemeenten.

## Demografie
Onderstaande figuur toont het verloop van het inwonertal (bron: INSEE-tellingen).